# ريج ستيوارت (لاعب كرة قدم أسترالية)
ريج ستيوارت (بالإنجليزية: Reg Stewart)‏ هو لاعب كرة قدم أسترالية أسترالي، ولد في 4 سبتمبر 1878 في Brighton, Victoria ‏ في أستراليا، وتوفي في 17 يناير 1952 في Manly, New South Wales ‏ في أستراليا.

## وصلات خارجية
- ريج ستيوارت على موقع AustralianFootball.com (الإنجليزية)
- ريج ستيوارت على موقع AFLtables.com (الإنجليزية)